# Az aligátor
Az aligátor (eredeti cím: Alligator) 1980-ban bemutatott amerikai sci-fi-horrorfilm, melyet Lewis Teague rendezett. A Lions Gate Entertainment készítette.

## Cselekmény
Egy tizenéves kislánynak anyja vesz egy bébi aligátort floridai nyaralásukon. Mikor hazaérnek Chicago-ba, az állatoktól való fóbiától szenvedő apa megelégeli a kis lényt és lehúzza a WC-n. 
12 évvel később a csatornában élő, életben maradt aligátor kísérletekre használt kisállatokat eszik, melyeken hormonokat növelő szert teszteltek, emiatt 11 méter hosszúra megnő.
Újabb kisállatokat dob a csatornába az arra kijelölt személy, de az aligátor brutális módon elpusztítja. A kezét a szennyvíztisztító-telepen találják meg és az életunt detektívet, David Madisont (Robert Forster) jelölik ki az ügy megoldására. Kollégájával lemennek a csatornába, ahol a hatalmas állat elkapja társát. A főnöke, Clark (Michael V. Gazzo) megismerteti a hüllő szakértővel, Marisa Kendall-lal (Robin Riker), aki 12 éve még kislányként kapta az állatot.
A kutatás során az állat több rendőrt és lakost megöl. Luke Gutchel (Sydney Lassick), a gazdag öregúr partit és menyegzőt rendez lányának. Az odaérkezett aligátor több pincérrel, vendéggel is végez. David és Marisa is a helyszínre ér, követik az állatot a csatornába, ahol Davidnek sikerül felrobbantania. Azt azonban nem veszik észre, hogy a csatornában még egy kis aligátor van.

## A film készítése
A filmet Los Angeles-ben és környékén forgatták. Bár a megjelent DVD-n Chicago szerepel helyszínként, a filmen feltűnő rendőrautókon missouri rendszám látható, illetve a film egy jelenetében is látható egy "Welcome to Missouri" tábla.

## Fogadtatás
1981-ben a forgatókönyvíró John Sayles-t, 2008-ban a film DVD-jét jelölték Szaturnusz-díjra. A Rotten Tomatoes weboldalon a kritikák összértékelése 60%-os, míg a nézők értékelése mindössze 48%-os. Roger Ebert filmkritikus szerint a cselekmény teljesen általános, filmet „le kéne húzni a vécén, hogy lássuk, abból is kinő-e valami nagy és félelmetes”. A The New York Times kritikusa ezzel ellentétben úgy vélte, a szellemes forgatókönyv tele van ötletes utalásokkal, különös szereplőkkel, melyek mellett tűrhető effektek és megfelelő mennyiségű feszültség teszi az egészet egy szórakoztató filmmé.

## A folytatás
A film folytatása a csak videókazettára 1991-ben kiadott Alligator II: a mutáció című film, főszereplői Joseph Bologna és Dee Wallace.

## Fordítás
- Ez a szócikk részben vagy egészben  az   Alligator (film) című angol Wikipédia-szócikk fordításán alapul.  Az eredeti cikk szerkesztőit annak laptörténete sorolja fel. Ez a jelzés csupán a megfogalmazás eredetét és a szerzői jogokat jelzi, nem szolgál a cikkben szereplő információk forrásmegjelöléseként.